# 奏鸣曲式
原本的奏鳴曲式（英語：Sonata form；德語：Sonatensatzform；義大利語：Forma-sonata）是由拉丁文演變而來，意思是指非聲樂而是用器樂來演奏。古典主義時期特別定義奏鳴曲式是一種曲式，常見於奏鳴曲、交響曲、協奏曲等多樂章體裁作品的第一樂章、第四樂章，自古典主義時期以後開始被廣泛使用。

## 結構
一般而言，奏鳴曲式主要由三個部分呈示部、發展部（展開部）和再現部所構成的；但有些作曲家再會加上結尾，如路德維希·范·貝多芬所創作之第3號交響曲《英雄》。
| 部分：     | 部分：     | 引子      | 呈示部    | 呈示部                       | 呈示部            | 呈示部             | 发展部（展開部）                  | 再现部    | 再现部                       | 再现部                   | 再现部                   | 尾声               |
| ---------- | ---------- | --------- | --------- | ---------------------------- | ----------------- | ------------------ | --------------------------------- | --------- | ---------------------------- | ------------------------ | ------------------------ | ------------------ |
| 次级部分： | 次级部分： | 引子      | 主部      | 连接部                       | 副部              | 结束部             | 发展部（展開部）                  | 主部      | 连接部                       | 副部                     | 结束部                   | 尾声               |
| 材料：     | 材料：     |           | 主部主题  | 主部主题的离题，或引入新材料 | 副部主题          | 呈示部材料或新材料 | 呈示部材料的发展或引用新材料      | 主部主题  | 主部主题的离题，或引入新材料 | 副部主题                 | 呈示部材料或新材料       | 对全曲材料进行总结 |
| 调性：     | 大调主部： | 主调（T） | 主调（T） | 转调                         | 属调（D）         | 属调（D）          | 调式变化灵活、自由 离调、转调频繁 | 主调（T） | 在主调附近徘徊               | 主调（T） 调性附和       | 主调（T） 调性附和       | 主调（T） 调性附和 |
| 调性：     | 小调主部： | 主调（t） | 主调（t） | 转调                         | 關係大調（dtIII） | 關係大調（dtIII）  | 调式变化灵活、自由 离调、转调频繁 | 主调（t） | 同主音转调                   | 同主音大调（T） 调性附和 | 同主音大调（T） 调性附和 | 主调（t） 调性附和 |

呈示部
它又細分為第一主題（主部）、連接部、第二主題（副部）、結束部。呈示部結束時，可再從頭進行反覆。
发展部（展開部）
它通常引申并進一步展開呈示部中的內容。
再現部
再現呈示部，但各部分不再進行轉調處理。結束時可再從發展部開頭進行反覆。
引子和尾聲
奏鳴曲式可能有引子和尾聲。引子一般在速度，調性上與呈示部相呼應或者產生對比，在快板奏鳴曲樂章中往往為慢速。早期奏鳴曲的引子一般不參與發展，但是舒伯特等人都曾在發展部當中引用引子的材料。有的尾聲很長，如贝多芬鋼琴奏鳴曲「華爾斯坦」的尾聲有第二展開部的性質。

## 延伸閱讀
- 樂曲範例: 第一号钢琴奏鸣曲，贝多芬 （页面存档备份，存于）